# Nalata
Nalata is een geslacht van wantsen uit de familie van de Reduviidae (Roofwantsen). Het geslacht werd voor het eerst wetenschappelijk beschreven door Carl Stål in 1860.

## Soorten
Het genus bevat de volgende soorten:

- Nalata armiventris Breddin, 1903
- Nalata aspera Stål, 1860
- Nalata fuscipennis Stål, 1860
- Nalata irrorata Champion, 1899
- Nalata nigrescens Champion, 1899
- Nalata quadrituberculata Champion, 1899
- Nalata rudis Stål, 1862
- Nalata setulosa Stål, 1862
- Nalata spinicollis Champion, 1899
- Nalata squalida Bergroth, 1898